# Берген (аеропорт)
Аеропорт Берген (норв. Bergen lufthavn, Flesland; IATA: BGO, ICAO: ENBR) — міжнародний аеропорт, що обслуговує місто Берген, Норвегія. Відкрито в 1955, другий аеропорт за пасажирообігом у Норвегії, з 6,306,623 пасажирів в 2018.
Аеропорт є хабом для:
- Bergen Air Transport
- Bristow Norway
- CHC Helikopter Service
- Fonnafly
- Loganair
- Norwegian Air Shuttle
- Scandinavian Airlines
- Widerøe

## Історія
Аеропорт був введений в експлуатацію в 1955 році. 
В 1988 році в аеропорту було введено в експлуатацію новий будинок терміналу з одинадцятьма телетрапами. З тих пір старий термінал обслуговував пасажирів вертольотів, в основному що прямували до/з нафтових вишок у Північному морі. Бергенський штадтбан було продовжно до аеропорту у квітні 2017 року. У серпні 2017 року введена в експлуатацію ще одна нова будівля терміналу, яка має потужність 10 мільйонів пасажирів на рік.

## Авіалінії та напрямки, березень 2020
| Авіакомпанія                  | Пункт призначення |
| ----------------------------- | --- |
| airBaltic                     | Сезонний: Рига |
| Air France                    | Париж-Шарль де Голль |
| Airwing                       | Нутодден |
| Atlantic Airways              | Вагар |
| Finnair                       | Гельсінкі |
| Freebird Airlines             | Сезонний чартер: Анталія |
| Iberia                        | Сезонний: Мадрид |
| Icelandair                    | Рейк'явік |
| KLM                           | Амстердам |
| Loganair                      | Единбург, Інвернесс, Манчестер, Ньюкасл (з 26 квітня 2020) Сезонний: Керкволл, Самборо |
| Norwegian Air Shuttle         | Аліканте, Берлін-Шенефельд, Біллунн (з 18 червня 2020),, Копенгаген, Гданськ, Гран-Канарія, Краків, Лондон-Гатвік, Малага, Манчестер, Осло-Гардермуен, Паланга, Ставангер, Стокгольм-Арланда, Тенерифе-Південний, Тронгейм Сезонний: Анталія, Барселона, Ханья, Дубровник, Гарстад/Нарвік, Мурсія, Ніцца, Пальма-де-Мальорка, Париж-Шарль де Голль, Рига, Рим-Ф'юмічіно, Спліт Сезонний чартер: Лансароте, Ларнака, Родос, Самос |
| Scandinavian Airlines         | Олесунн, Аліканте, Копенгаген, Крістіансанн, Ніцца, Осло-Гардермуен, Ставангер, Стокгольм-Арланда, Тромсе, Тронгейм Сезонний: Барселона (з 27 червня 2020),, Газіпаша, Гданськ, Гамбург, Малага, Манчестер, Мілан-Мальпенса, Пула, Спліт Сезонний чартер: Альгеро, Ханья, Мадейра, Гран-Канарія, Кос, Лансароте, Пальма-де-Мальорка, Превеза, Родос, Санторіні, Тенерифе-Південний                                               |
| SunClass Airlines             | Чартер: Ханья, Гран-Канарія, Пальма-де-Мальорка, Родос, Тенерифе-Південний, Варна |
| Swiss International Air Lines | Сезонний: Цюрих |
| Widerøe                       | Абердин, Олесунн, Біллунн, Буде, Бреннейсунн, Флуре, Ферде, Гетеборг, Гамбург, Гаугесунн, Крістіансанн, Крістіансунн, Ліверпуль, Молде, Мюнхен, Сандане, Осло-Торп, Согндал, Ставангер, Тромсе, Ерста-Волда Сезонний чартер: Анталія, Ханья, Ларнака, Сітія, Тирана (з 27 червня 2020) |
| Wizz Air                      | Гданськ, Катовиці, Каунас, Краків (з 1 серпня 2020),, Лондон-Лутон, Рига, Щецин, Варшава-Шопен Сезонний: Будапешт |

## Статистика
| Рік  | Пасажирообіг | Вантажообіг (тонн) (з авіапоштою) | Авіатрафік |
| ---- | ------------ | --------------------------------- | ---------- |
| 2017 | 6.113.452    | -                                 | 90.341     |
| 2016 | 5.949.060    | -                                 | 94.180     |
| 2015 | 6.021.020    | -                                 | 98.936     |
| 2014 | 6.216.841    | 4.503                             | 103.767    |
| 2013 | 6.215.705    | 5.199                             | 106.225    |
| 2012 | 5.814.413    | 6.747                             | 106.481    |
| 2011 | 5.601.394    | 6.717                             | 103.183    |
| 2010 | 5.078.267    | 7.499                             | 96.505     |
| 2009 | 4.628.424    | 6.934                             | 97.255     |
| 2008 | 4.808.419    | 6.105                             | 100.318    |
| 2007 | 4.199.886    | 6.102                             | 99.172     |
| 2006 | 4.358.038    | 7.430                             | 95.484     |
| 2005 | 3.473.695    | 7.259                             | 88.929     |
| 2004 | 3.344.397    | 7.154                             | 87.088     |
| 2003 | 3.587.805    | -                                 | 88.087     |
| 2002 | 3.553.438    | 7.859                             | 90.184     |
| 2001 | 3.673.577    | 9.860                             | 94.467     |
| 2000 | 3.926.964    | 9.586                             | 97.238     |
| 1999 | 3.913.925    | 10.317                            | 104.873    |